# دشت دریاسر
دشت دریاسر، یکی از دشت های شمال ایران است که در قسمت جنوبی روستای عسل محله دوهزار از توابع بخش کوهستان شهرستان تنکابن در استان مازندران قرار دارد.
این دشت در ارتفاع ۱۷۰۵متری از سطح دریا و در میان جنگل‌های البرز شمالی قرار دارد که از جنوب به کوه سیالان و بخش رودبار الموت شرقی و از شمال به روستاهای دهستان دوهزار شهرستان تنکابن محدود می‌شود. دشت دریاسر به دلیل برودت بالای هوا در زمستان، معمولاً در فصل بهار و تابستان مورد استقبال کوه نوردان و گردشگران قرار می‌گیرد.

## فهرست منابع
1. ↑  «تقسیمات کشوری سال ۹۹». مرکز آمار ایران.
2. ↑  گفت، کامران (۲۰۱۹-۰۵-۱۵). «دشت دریاسر تنکابن؛ بهشت اردیبهشت ایران+ آدرس و نکات سفر| نابرو». مجله گردشگری نابرو، تجربه ناب گردش. بایگانی‌شده از اصلی در ۱۳ اوت ۲۰۲۰. دریافت‌شده در ۲۰۲۰-۰۶-۲۷.
3. ↑  2981 (۲۰۲۰-۰۵-۰۱). «کرونا و تنهایی دشت دریاسر تنکابن». ایرنا. دریافت‌شده در ۲۰۲۰-۰۶-۲۷.
4. ↑  اسلوب، بهشت اردیبهشت ایران جاذبه‌های طبیعی تنکابن جاذبه‌های گردشگری تنکابن جاهای دیدنی تنکابن دیدنیهای تنکابن نویسنده:. «دشت دریاسر (بهشت اردیبهشت ایران) | سیری در ایران». دریافت‌شده در ۲۰۲۰-۰۶-۲۷.
5. ↑  ایران‌کالا، شبکه. «دشت دریاسر | شبکه تلویزیونی ایران کالا». شبکه ایران‌کالا. دریافت‌شده در ۲۰۲۰-۰۶-۲۷.[پیوند مرده]